# Héloïse Pelloquet
Héloïse Pelloquet est une monteuse et réalisatrice française.

## Biographie
Ancienne étudiante de la Fémis (département montage, promotion 2014), Héloïse Pelloquet travaille comme monteuse et réalise trois courts métrages.
Son premier long métrage La Passagère, tourné en 2021 sur l'île de Noirmoutier (où elle a vécu pendant son adolescence), est sorti en 2022. Le film dresse le portrait de Chiara, une femme libre et amoureuse.

## Le cinéma de Héloïse Pelloquet
Héloïse Pelloquet écrit généralement ses personnages en s'inspirant de personnes qu'elle connaît. Elle emploie cette méthode dans ses trois courts-métrages. À l'inverse, elle a écrit le rôle principal de La Passagère, avant qu'elle ne sache qui incarnera Chiara.
La réalisatrice insère souvent ses réalisations cinématographiques dans le secteur dont elle est originaire, la Vendée. Pour elle, ces endroits qu'elle connaît depuis longtemps sont source d'inspiration. Elle accorde une grande importance aux lieux qu'elle filme et à la manière dont ils influent sur les personnages. Elle tourne ainsi trois courts-métrages et son premier long-métrage à Noirmourtier.
Elle accorde aussi de l'importance aux habitants des lieux où elle tourne. Elle inclut souvent ces locaux dans ses films, où ils occupent des rôles aux côtés d'acteurs aguerris, comme Cécile de France. Ceci, dans l'optique de délivrer un cinéma populaire, naturaliste.

## Filmographie

### Réalisatrice

#### Courts métrages
- 2015 : Comme une grande
- 2016 : L'Âge des sirènes
- 2018 : Côté Cœur

#### Long métrage
- 2022 : La Passagère

### Monteuse

#### Courts métrages
- 2020 : La Fin des rois de Rémi Brachet

#### Longs métrages
- 2018 : Il respire encore d'Anca Hirte
- 2018 : Willy 1er de Ludovic et Zoran Boukherma, Marielle Gautier, Hugo P. Thomas

- 2018 : Les Météorites de Romain Laguna
- 2020 : À l'abordage de Guillaume Brac
- 2021 : Petite Solange d'Axelle Ropert
- 2023 : Animalia de Sofia Alaoui
- 2023 : Les Meutes de Kamal Lazraq
- 2023 : L'Homme d'argile d'Anaïs Tellenne
- 2024 : Juliette au printemps de Blandine Lenoir
- 2024 : L'Etat sauvage d'Audrey Bauduin
- 2024 : Pourquoi tu souris ? de Chad Chenouga et Christine Paillard